# Ashley McBryde

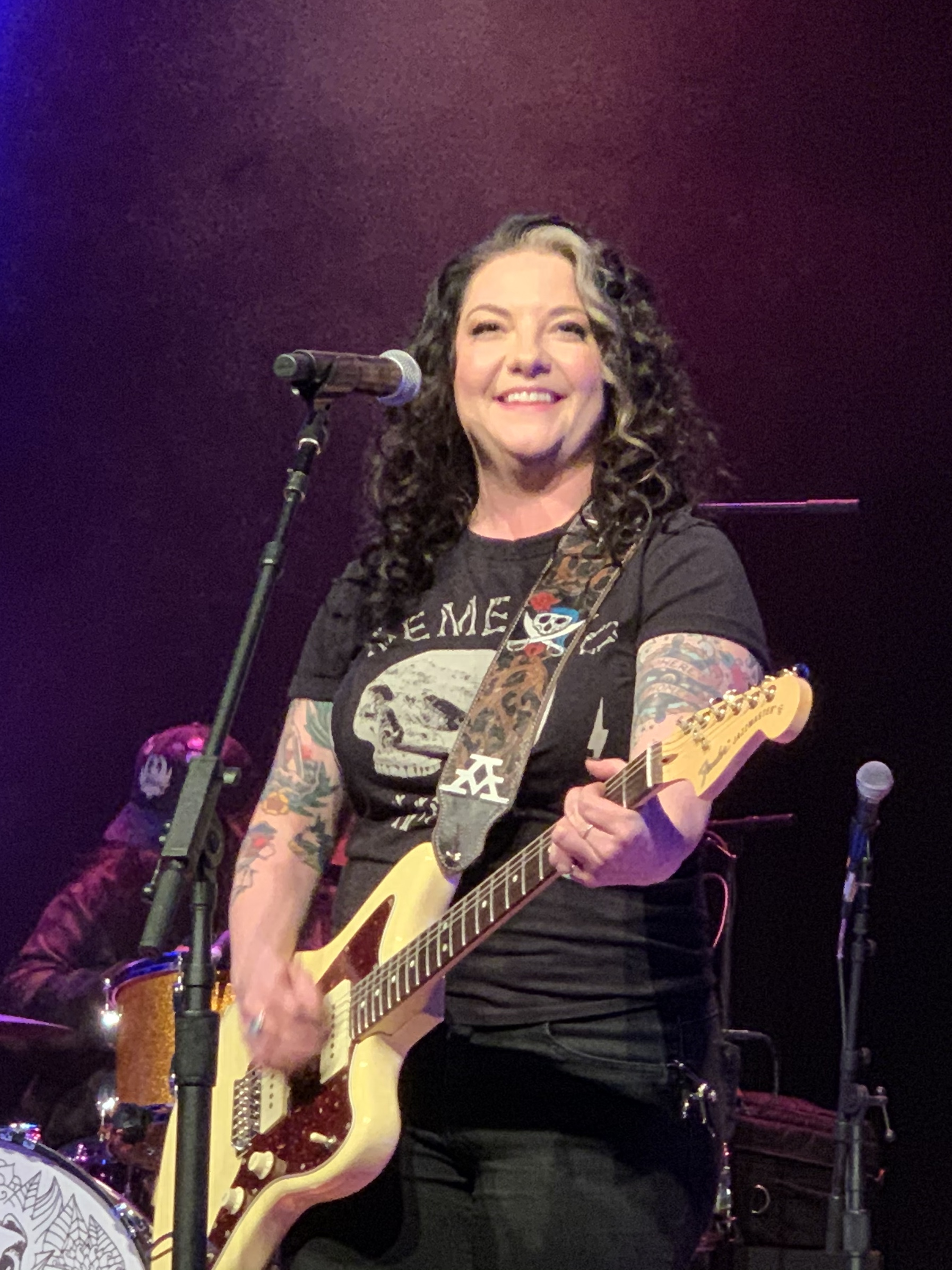
Ashley McBryde (2020)

Ashley McBryde (geboren am 29. Juli 1983 in Waldron, Arkansas) ist eine amerikanische Country-Sängerin und Songwriterin.

## Musikalische Karriere
Ashley McBryde wurde 1983 in Waldron in Arkansas geboren. Sie spielte bereits als Teenager auf der Gitarre ihres Vaters und veröffentlichte ihr erstes selbst veröffentlichtes Album nach ihrem Studium an der Arkansas State University im Jahr 2006. 2007 zog sie nach Nashville, um Country-Sängerin zu werden. Sie gewann die Colgate Country Showdowns 2009 und 2010 und veröffentlichte 2011 ein zweites selbst veröffentlichtes Album, danach tourte sie mit verschiedenen Musikern durch den Süden der Vereinigten Staaten und spielte vor den Shows bekannter Country-Musiker wie Willie Nelson, Chris Stapleton, Chris Cagle und Hank Williams, Jr. 2016 erschien ihre EP Jalopies & Expensive Guitars, woraufhin sie von dem Sänger Eric Church entdeckt und eingeladen wurde, mit ihm bei einem Konzert den Song Bible and a .44 auf der Bühne zu singen.
2017 veröffentlichte McBryde die Single A Little Dive Bar in Dahlonega bei Warner Music Nashville, die in die US Country Charts einstieg. Von der The New York Times wurde der Song als einer der 54 besten Lieder des Jahres 2017 genannt und für die Rolling Stone war es einer der Top 25 Best Country Songs des Jahres. 2018 folgte das Album Girl Going Nowhere, auf dem neben A Little Dive Bar in Dahlonega auch die späteren Singles Radioland, One Night Standards und der Titelsong Girl Going Nowhere enthalten sind. Das Album wurde bei den Grammy Awards 2019 als bestes Country-Album nominiert, bei den Grammy Awards 2020 folgte eine Nominierung für den Titelsong als beste Country-Solodarbietung und als bester Country-Song. Zudem wurde sie 2019 als „New Artist of the Year“ bei den Country Music Association Awards ausgezeichnet.

## Diskografie

### Studioalben
| Jahr | Titel              | Höchstplatzierung, Gesamtwochen, AuszeichnungChartplatzierungen (Jahr, Titel, Platzierungen, Wochen, Auszeichnungen, Anmerkungen) | Höchstplatzierung, Gesamtwochen, AuszeichnungChartplatzierungen (Jahr, Titel, Platzierungen, Wochen, Auszeichnungen, Anmerkungen) | Anmerkungen                              |
| Jahr | Titel              | US | Country | Anmerkungen                              |
| ---- | ------------------ | --- | --- | ---------------------------------------- |
| 2018 | Girl Going Nowhere | US49 (1 Wo.)US | Country7 (2 Wo.)Country | Erstveröffentlichung: 30. März 2018      |
| 2020 | Never Will         | US54 (1 Wo.)US | Country5 (2 Wo.)Country | Erstveröffentlichung: 3. April 2020      |
| 2022 | Lindeville         | — | — | Erstveröffentlichung: 30. September 2022 |
| 2023 | The Devil I Know   | US158 (1 Wo.)US | Country28 (1 Wo.)Country | Erstveröffentlichung: 15. September 2023 |

### Demoalben
- 2006: Ashley McBryde
- 2011: Elsebound

### EPs
- 2016: Jalopies & Expensive Guitars
- 2021: Never Will: Live from a Distance

### Singles
| Jahr | Titel Album                                       | Höchstplatzierung, Gesamtwochen, AuszeichnungChartplatzierungen (Jahr, Titel, Album, Platzierungen, Wochen, Auszeichnungen, Anmerkungen) | Höchstplatzierung, Gesamtwochen, AuszeichnungChartplatzierungen (Jahr, Titel, Album, Platzierungen, Wochen, Auszeichnungen, Anmerkungen) | Anmerkungen                                               |
| Jahr | Titel Album                                       | US | Country | Anmerkungen                                               |
| ---- | ------------------------------------------------- | --- | --- | --------------------------------------------------------- |
| 2017 | A Little Dive Bar in Dahlonega Girl Going Nowhere | US— GoldUS | Country30 (17 Wo.)Country | Erstveröffentlichung: 16. Oktober 2017                    |
| 2019 | One Night Standards Never Will                    | US76 Platin · (15 Wo.)US | Country17 (36 Wo.)Country | Erstveröffentlichung: 23. September 2019                  |
| 2021 | Never Wanted to Be That Girl 29: Written In Stone | US63 Platin · (20 Wo.)US | Country13 (33 Wo.)Country | Erstveröffentlichung: 20. September 2021 mit Carly Pearce |
| 2023 | Light On in the Kitchen –                         | — | Country45 (2 Wo.)Country | Erstveröffentlichung: 24. Februar 2023                    |

Weitere Singles
- 2018: Radioland
- 2019: Girl Goin’ Nowhere
- 2020: Martha Divine

### Gastbeiträge
| Jahr | Titel Album                      | Höchstplatzierung, Gesamtwochen, AuszeichnungChartsChartplatzierungen (Jahr, Titel, Album, Platzierungen, Wochen, Auszeichnungen, Anmerkungen) | Anmerkungen |
| Jahr | Titel Album                      | Country | Anmerkungen |
| ---- | -------------------------------- | --- | --- |
| 2019 | Fooled Around and Fell in Love – | Country47 (1 Wo.)Country | Erstveröffentlichung: 13. September 2019 Miranda Lambert feat. Maren Morris, Ashley McBryde, Tenille Townes, Caylee Hammack & Elle King |

## Belege
1. 1 2 3 4 5  Ashley McBryde auf allmusic.com; abgerufen am 25. Januar 2020.
2. ↑  Jon Pareles, Jon Caramanica: 54 of the Best Songs of 2017. 6. Dezember 2017; abgerufen am 25. Januar 2020.
3. ↑  Chris Parton, Marissa R. Moss, Dan Hyman, Brittney McKenna, Jeff Cage: 25 Best Country Songs of 2017. Rolling Stone, 14. Dezember 2017; abgerufen am 25. Januar 2020.
4. ↑  ACM Awards 2019: Reba McEntire disappointed in lack of female nominees for entertainer of the year CBS News, 20. Februar 2019; abgerufen am 25. Januar 2020.
5. 1 2 3  Chartquellen: US
6. ↑  Auszeichnungen für Musikverkäufe: US